# Katja Kohfeld
Katja Kohfeld (* 18. Juli 1968 in Hamburg) ist eine deutsche politische Beamtin. Seit 2025 ist sie Staatssekretärin im Bundesministerium für Gesundheit.

## Leben
Kohfeld 1985 verließ das Gymnasium Heidberg in Hamburg mit der Mittleren Reife. Anschließend besuchte sie eine Schule in England. Ab 1986 absolvierte sie eine Ausbildung zur Krankenschwester, die sie 1989 abschloss. Von 1986 bis 1992 war sie in der häuslichen Krankenpflege und der klinischen Dialyse in Hamburg tätig. Ab 1992 studierte sie Volkswirtschaftslehre an der Hamburger Universität für Wirtschaft und Politik. Sie schloss das Studium 1996 als Diplom-Volkswirtin ab.
Von 1996 bis 1998 war Kohfeld Referentin für den Bereich Krankenhäuser im AOK-Bundesverband in Bonn. Von 1998 bis 2003 war sie Referentin für den Bereich Krankenhäuser bei der Techniker Krankenkasse in Hamburg. Von 2004 bis 2006 sowie von 2008 bis 2010 war sie Referentin im Stabsbereich Politik der Techniker Krankenkasse in Berlin. Von 2006 bis 2008 sowie von 2010 bis 2015 war sie Referentin in der Arbeitsgruppe Gesundheit der CDU/CSU-Fraktion im Deutschen Bundestag.
Von 2016 bis 2019 war Kohfeld Referatsleiterin im Bundeskanzleramt, zuständig unter anderem für die Gesetzliche Kranken- und Pflegeversicherung sowie die europäische und internationale Gesundheitspolitik. Von 2019 bis 2025 war sie als Unterabteilungsleiterin für Krankenversicherung im Bundesministerium für Gesundheit tätig. Im Zuge der Bildung des Kabinetts Merz wurde Kohfeld am 11. Juni 2025 unter Bundesministerin Nina Warken (CDU) zum Staatssekretär im Bundesministerium für Gesundheit ernannt.